# Kalka (językoznawstwo)
Kalka językowa (fr. calque linguistique), in. odbitka językowa – jednostka językowa utworzona poprzez dokładne przetłumaczenie wyrazu lub całego połączenia wyrazowego z jednego języka na inny. Język docelowy naśladuje wówczas strukturę (semantyczną, morfemową) przejętego słowa lub połączenia wyrazów przy użyciu rodzimych jednostek leksykalnych. Mechanizm ten określa się jako kalkowanie i bywa uważany za szczególny typ zapożyczania językowego.
Kalkowanie odróżnia się od ścisłego zapożyczania (przejęcia formy i znaczenia) tym, że dochodzi do przejęcia znaczeniowej strony wyrazu, jego brzmienie zaś ulega zmianie, gdyż forma obca jest odtwarzana przy użyciu materiałów języka docelowego; następuje wówczas replikacja pierwotnego wzorca (struktury słowa). Kalki semantyczne mają charakter neosemantyzmów, tj. istniejącemu wyrazowi języka docelowego jest przypisywane nowe znaczenie, powstałe pod wpływem semantyki języka obcego.
Kalki bywają promowane przez purystów jako zastępstwo dla zapożyczeń właściwych, choć formują się również w sposób spontaniczny. Granica między kalkowaniem a zapożyczaniem nie zawsze jest jasna. Pokrewnym zjawiskiem jest powstawanie hybryd językowych lub półkalk, które łączą materiały języka obcego z zasobami językami docelowego.
Kalkowanie oznacza zaczerpnięcie nie tylko struktury onomazjologicznej, ale również konceptualizacji językowo-kulturowej danego określenia. Kalkowanie wzbogaca leksykę języka docelowego i stanowi odpowiedź na pojawiające się w różnych sferach życia potrzeby nazewnicze. Kalki występują powszechnie (obok zapożyczeń), kiedy zachodzi potrzeba nazwania zjawisk, przedmiotów itp. pochodzących z innych społeczności językowych.

## Zastosowanie kalk
W języku staropolskim panowała tendencja do kalkowania terminów łacińskich związanych z nazewnictwem kościelnym. Na przykład odpowiedniki łacińskich wykonawców czynności na -tor urabiano za pomocą odpowiednich rdzeni i przyrostka -ciel (np. salva-tor – „zbawi-ciel”). We współczesnym języku polskim zakorzeniły się odbitki z języka niemieckiego (Briefträger – „listonosz”, Weltanschauung – „światopogląd”), rosyjskiego (np. „kto by nie był”) i angielskiego (np. „wydawać się być”). Przykłady półkalk w języku polskim to „burmistrz” (od niem. Bürgermeister; przetłumaczenie jedynie cząstki Meister jako „mistrz”) i „bawełna” (niem. Wolle – „wełna”, Baum – „drzewo”; oddanie jedynie cząstki Wolle jako „wełna”). W języku słowackim charakter kalk mają takie wyrazy jak zemepis („geografia”), životopis („życiorys; biografia”), časopis („czasopismo”, Zeitschrift).
Kalki pozwalają na wzbogacenie zasobu słownego języka, odzwierciedlając potrzeby nazewnicze pojawiające się w różnych dziedzinach życia. Językiem o stosunkowo dużym udziale kalk (przede wszystkim z greckiego) jest staro-cerkiewno-słowiański. Kalkowanie było tu spowodowane koniecznością uzupełnienia leksyki języka o brakujące ekwiwalenty greckich słów, potrzebne przy tłumaczeniu tekstów oryginalnych.
Spontaniczne kalki językowe mogą się pojawiać przy nauce języków i próbie przeniesienia zasad gramatycznych języka ojczystego na grunt języka obcego (por. transfer językowy). Przykładem jest niegramatyczne angielskie zdanie I’ll call to you (zamiast I’ll call you), powstałe wskutek odwzorowania struktury polskiego „Zadzwonię DO ciebie”.

## Typy kalk
Wyróżnia się następujące typy kalk:
- kalki gramatyczne – naśladują strukturę morfemiczną/słowotwórczą przejmowanego elementu językowego, tj. dochodzi do bezpośredniego odwzorowania każdego morfemu[6][19];
- kalki semantyczne – słowo istniejące w języku docelowym zyskuje dodatkowe znaczenie pod wpływem wzorców języka obcego[6][20][9];
- kalki frazeologiczne – naśladują strukturę obcych wyrażeń frazeologicznych, całych połączeń składniowych[6][21][22].

## Przykłady
- Polskie słowo „Rzeczpospolita” stanowi kalkę łacińskiego określenia Res Publica („rzecz publiczna”[23]); w starszych formach polszczyzny oznaczało one każde państwo o ustroju republikańskim (obecnie wyparte w tym znaczeniu przez słowo republika)[24].
- Określenie „mapa drogowa” jest często spotykaną w mediach kalką ang. road map, którą zaleca się zastępować takimi określeniami, jak: „plan”, „strategia” czy „harmonogram”[25][26].
- Postać kalk przybierają często wyrazy i wyrażenia międzynarodowe (tzw. internacjonalizmy)[27]. Przykładowo anglojęzyczny termin political correctness zadomowił się jako kalka na gruncie wielu języków europejskich[24] (np. pol. „poprawność polityczna”[24][27], słow. politická korektnosť[28]).
- W niestandardowej polszczyźnie emigrantów funkcjonują takie połączenia wyrazowe, jak: „mieć seks”, „mieć obiad”, „wziąć autobus”, wzorowane na angielskich modelach łączliwości[29].